# IF Friska Viljor
Friska Viljor Idrettsföreningen (kurz IF Friska Viljor) ist ein schwedischer Skisportclub aus Örnsköldsvik.

## Geschichte
Der Verein wurde 1905 gegründet. Schwerpunkte des Vereins lagen seit der Gründung im Skispringen sowie in der Nordischen Kombination. 1994 wurde daher die Fußballabteilung als Friska Viljor FC sowie die Alpin-Abteilung als Friska Viljor Alpina aus dem Verein ausgegliedert. Der Verein ist schwedischer Rekordmeister in der Nordischen Kombination mit elf Titeln zwischen 1927 und 1988 sowie ebenfalls Rekordmeister im Skispringen mit insgesamt 72 Titeln zwischen 1928 und 2011. Der Verein betreibt das Skisprung- und Kombinationszentrum rund um den Paradiskullen, das seit seinem Um- und Neubau zu den Leistungszentren im nordischen Skisport in Skandinavien zählt.
Bei den Schwedischen Meisterschaften im Skispringen 2011 am 13. März 2011 in Sollefteå gewann die Mannschaft des Vereins, zu der Carl Nordin, Isak Grimholm und Jakob Grimholm gehörten, den Schwedischen Meistertitel im Skispringen 2011.

## Bekannte Mitglieder
- Bengt Eriksson, Olympiateilnehmer in der Kombination und im Skispringen 1956 und 1960[5]
- Rickard Fröier, Schwedischer Meister im Skispringen 1996[2]
- Pelle Holmström, Schwedischer Meister in der Nordischen Kombination 1923[2]
- Kristoffer Jåfs, Schwedischer Meister im Skispringen 1999 bis 2002[2]
- Fredrik Johansson, Olympiateilnehmer im Skispringen 1994[6]
- Thure Lindgren, Schwedischer Meister im Skispringen 1947 und Olympiateilnehmer 1952[2]
- Erik Lindström, Olympiateilnehmer im Skispringen 1948[7]
- Sven-Olof Lundgren, Olympiateilnehmer im Skispringen 1928[8]
- Anders Lundqvist, Olympiateilnehmer im Skispringen 1972[9]
- Nils Lundh, Olympiateilnehmer im Skispringen 1948[10]
- Ulf Norberg, Olympiateilnehmer im Skispringen 1968[11]
- Carl Nordin, Schwedischer Meister im Skispringen 2010[2]
- Bror Östman, Olympiateilnehmer im Skispringen 1952 und 1956[12]
- Mats Östman, Olympiateilnehmer im Skispringen 1968[13]
- Axel Östrand, Olympiateilnehmer im Skispringen 1936[14]
- Karl Pettersson, Schwedischer Meister in der Nordischen Kombination 1931[2]
- Johan Rasmussen, Olympiateilnehmer im Skispringen 1994[15]
- Sven Rogström, Schwedischer Meister in der Nordischen Kombination 1945[2]
- Kjell Sjöberg, Olympiateilnehmer im Skispringen 1960 bis 1968[16]
- Rolf Strandberg, Olympiateilnehmer im Skispringen 1960[17]
- Magnus Westman, Olympiateilnehmer im Skispringen 1992 und 1994[18]